# Włodzimierz Baworowski
Włodzimierz Graf Baworowski (* 1823 in Bohatkowce, Bezirk Podhajce/Galizien; † 7. Juli 1901 in Tarnopol) war ein polnischer Politiker und Gutsbesitzer. Er war Abgeordneter zum Österreichischen Abgeordnetenhaus und Abgeordneter zum Galizischen Landtag.

## Leben
Baworowski wurde als Sohn des Herrschaftsbesitzer Józef Graf Baworowski geboren. Er besuchte ab 1840 Philosophische Jahrgänge Universität Wien und war Besitzer der Herrschaft Strusów im Bezirk Trembowla. Er gehörte von 1861 bis 1876 dem galizischen Landtag als Abgeordneter an, wobei er 1861 im Großgrundbesitz-Wahlkreis Ternopil in einer Nachwahl gewählt worden war, nachdem der ursprünglich gewählte Leon Sapieha ein Mandat in einem anderen Wahlkreis angenommen hatte. Nach dem Ausbruch des Januaraufstands im Jahr 1863 wurde er Mitglied des Bürgerkomitees von Ostgalizien und Leiter der Region Tarnopol.
In den folgenden beiden Wahlperioden hatte Baworowski ein Mandat im Landgemeinden-Wahlkreis 40 (Trembowla, Złotniki) inne.
Am 3. Juni 1867 wurde Baworowski erstmals als Abgeordneten des Österreichischen Abgeordnetenhaus für den Landgemeindenwahlkreis Tarnopol, Ihrowica, Mikulińce, Skałat, Grzymałów, Zbaraż, Medyń, Trembowla, Złotniki angelobt. Er schied am 31. März 1870 aus dem Abgeordnetenhaus aus, nachdem er mit einer Reihe weiterer Mandatare aus Galizien seinen Rücktritt wegen der Bevorzugung der Deutschen und der Ablehnung der galizischen Resolution (Forderung nach einer Autonomie Galiziens) erklärte. Baworowski wurde am 3. März 1871 neuerlich als Abgeordneter für den Landgemeindenwahlkreis Tarnopol angelobt. Er gehörte dem Abgeordnetenhaus in der Folge bis 10. August 1871 an. Im Abgeordnetenhaus war er Mitglied des Koło polskie (Polenklub).
Baworowski war von 1865 bis 1892 Mitglied der Bezirksvertretung Trembowla und wurde 1869 deren Obmann. Er war mit Antonia Harasimowicz, verwitwete Neronowicz († 1882) verheiratet und Vater dreier Töchter.